# Lliga catalana de bàsquet masculina 1985-1986
Fou la 6a edició de la Lliga catalana de bàsquet.

## Fase de grups

### Grup A
| Pos | Equip        | J | G | P | P.F. | P.C. | +/- | Classificació            |
| --- | ------------ | - | - | - | ---- | ---- | --- | ------------------------ |
| 1   | Barcelona    | 4 | 3 | 1 | 394  | 339  | +55 | Classificat per la final |
| 2   | Español      | 4 | 2 | 2 | 359  | 402  | -43 |                          |
| 3   | Santa Coloma | 4 | 1 | 3 | 371  | 383  | -12 |                          |

| Local \ Visitant | BAR    | ESP    | SCO   |
| FC Barcelona     |        | 104-72 | 94-83 |
| RCD Español      | 98-96  |        | 99-96 |
| CB Santa Coloma  | 86-100 | 106-90 |       |

### Grup B
| Pos | Equip      | J | G | P | P.F. | P.C. | +/- | Classificació            |
| --- | ---------- | - | - | - | ---- | ---- | --- | ------------------------ |
| 1   | Joventut   | 4 | 4 | 0 | 360  | 327  | +33 | Classificat per la final |
| 2   | Granollers | 4 | 2 | 2 | 340  | 334  | +6  |                          |
| 3   | Manresa    | 4 | 0 | 4 | 327  | 366  | -39 |                          |

| Local \ Visitant          | JOV    | GRA   | MAN   |
| Club Joventut de Badalona |        | 86-70 | 84-78 |
| CB Granollers             | 88-90  |       | 86-76 |
| Manresa EB                | 91-100 | 82-96 |       |

## Final
| 24 setembre 1985 19:00 | FC Barcelona                                                             | '91'–90 | Club Joventut de Badalona                                                | Pavelló Josep Mora, Mataró Àrbitres: Mas, Pizarro |
| 24 setembre 1985 19:00 | Resultat per meitats: 41–45, 50–45                                       |         |                                                                          | Pavelló Josep Mora, Mataró Àrbitres: Mas, Pizarro |
| 24 setembre 1985 19:00 | Pts: Sibilio 23 Rebs: Wiltjer 10 Assist: San Epifanio 3 Rec: Solozábal 5 |         | Pts: Jiménez 18 Rebs: Stewart 9 Assist: Montero, Jiménez 1 Rec: Housey 3 | Pavelló Josep Mora, Mataró Àrbitres: Mas, Pizarro |

| Barcelona |  | Joventut |

| Cinc inicial:       | Cinc inicial: | Cinc inicial:           | P   | R   | A   |
| ------------------- | ------------- | ----------------------- | --- | --- | --- |
| B                   | 7             | Ignacio Solozábal       | 19  | 0   | 2   |
| A                   | 15            | Epi                     | 22  | 2   | 3   |
| A                   | 6             | Cándido Sibilio         | 23  | 3   | 0   |
| P                   | 11            | Juan Domingo de la Cruz | 5   | 0   | 0   |
| P                   | 14            | Gregory Wiltjer         | 8   | 10  | 0   |
| Suplents:           | Suplents:     | Suplents:               | P   | R   | A   |
| A                   | 4             | Ángel Heredero          | NVP | NVP | NVP |
| B                   | 5             | Arturo Fernández        | 0   | 0   | 0   |
| AP                  | 9             | Mark Smith              | 2   | 1   | 0   |
| A                   | 10            | Julián Ortiz            | 12  | 2   | 0   |
| A                   | 12            | Xavier Crespo           | 0   | 1   | 0   |
| Entrenador:         |               |                         |     |     |     |
| Aíto García Reneses |               |                         |     |     |     |

| Campió de la Lliga Catalana 1985 |
| -------------------------------- |
| FC Barcelona Cinquè títol        |

| Cinc inicial: | Cinc inicial: | Cinc inicial:        | P   | R   | A   |
| ------------- | ------------- | -------------------- | --- | --- | --- |
| B             | 10            | José Antonio Montero | 10  | 1   | 1   |
| A             | 8             | Jordi Villacampa     | 13  | 1   | 0   |
| A             | 7             | Josep Maria Margall  | 10  | 1   | 0   |
| A             | 4             | Andrés Jiménez       | 18  | 2   | 1   |
| P             | 11            | Arthur Housey        | 12  | 6   | 0   |
| Suplents:     | Suplents:     | Suplents:            | P   | R   | A   |
| B             | 5             | Rafael Jofresa       | 4   | 0   | 0   |
| AP            | 6             | Gregory Stewart      | 17  | 9   | 0   |
| P             | 12            | Antonio Soler        | NVP | NVP | NVP |
| E             | 14            | Miguel Ángel Abarca  | NVP | NVP | NVP |
| AP            | 15            | Rafael Vecina        | 6   | 2   | 0   |
| Entrenador:   |               |                      |     |     |     |
| Miquel Nolis  |               |                      |     |     |     |